# Pastwiska (Bugaj)
Pastwiska – część wsi Bugaj w Polsce, położona w województwie świętokrzyskim, w powiecie skarżyskim, w gminie Bliżyn.
W latach 1975–1998 Pastwiska administracyjnie należały do województwa kieleckiego.
15 marca 1984 część Pastwiskak (77,55 ha) włączono do Skarżyska-Kamiennej.
Wierni Kościoła rzymskokatolickiego należą do parafii św. Ludwika w Bliżynie.